# Erich Penzel
Arthur Erich Penzel (* 5. August 1930 in Leipzig) ist ein deutscher Hornist.
Penzel erhielt seine Ausbildung als Hornist bei Wilhelm Krüger und Albin Frehse. Er war in seiner Heimatstadt Leipzig von 1949 bis 1961 Solohornist im Gewandhausorchester sowie Mitglied im Gewandhaus-Bläserquintett und wurde in dieser Zeit zum Professor ernannt. Von 1961 bis 1972 war er Solohornist im Sinfonieorchester des Westdeutschen Rundfunks Köln. Daneben war er Mitglied im Bayreuther Festspielorchester.
Er unterrichtete an der Hochschule für Musik Detmold, war Professor an der Hochschule für Musik Köln und an der Musikhochschule Maastricht.
Unter seinen Schülern sind einige bekannte Hornisten wie Christian Lampert, Charles Petit, Stefan Dohr, Hermann Märker, Marie-Luise Neunecker, Lars Michael Stransky, Will Sanders, Joachim Pöltl, Wilfried Krüger, Jens Plücker und Robert Vogel. Auch die Schriftstellerin Nikola Anne Mehlhorn hat bei Erich Penzel Horn studiert.
2004 wurde Erich Penzel für seine herausragenden Leistungen das Bundesverdienstkreuz erster Klasse verliehen.